# Séminaire de Raahe
Le Séminaire de Raahe (finnois : Raahen seminaari) est un bâtiment situé à Raahe en Finlande,.

## Description
Le séminaire de formation des maîtres est fondé en 1896.
Le bâtiment conçu par  Werner Polón est construit en 1899.
Le séminaire ferme en 1971, il aura formé 3177 maîtres.
En 1972, le bâtiment accueille alors l'institut d'informatique de Raahe (fi). 
En 1997, l'institut devient un département de l'université des sciences appliquées d'Oulu.
La direction des musées de Finlande a classé le bâtiment parmi les Sites culturels construits d'intérêt national.